# 후안 올가도
후안 카를로스 올가도 로메로(스페인어: Juan Carlos Holgado Romero, 1968년 4월 16일~)는 스페인의 양궁 선수, 지도자이다. 1992년 하계 올림픽 양궁 단체전에서 금메달을 획득했다.